# ジャスパー郡 (テキサス州)
ジャスパー郡（英: Jasper County）は、アメリカ合衆国テキサス州の東部に位置する郡である。2010年国勢調査での人口は35,710人であり、2000年の35,604人から0.3％増加した。郡庁所在地はジャスパー市（人口7,590人）であり、同郡で人口最大の都市でもある。郡名はアメリカ独立戦争の英雄であるウィリアム・ジャスパーに因んで名付けられた。

## 地理
アメリカ合衆国国勢調査局に拠れば、郡域全面積は970平方マイル (2,512 km2)であり、このうち陸地937平方マイル (2,427 km2)、水域は32平方マイル (83 km2)で水域率は3.32％である。

### 主要高規格道路
- アメリカ国道96号線
- アメリカ国道190号線
- アメリカ国道69号線
- テキサス州道62号線
- テキサス州道63号線

### 隣接する郡
- サンオーガスティン郡 - 北
- サビーン郡 - 北東
- ニュートン郡 - 東
- オレンジ郡 - 南
- ハーディン郡 - 南西
- タイラー郡 - 西
- アンジェリーナ郡 - 北西

### 国立保護地域
- アンジェリーナ国立の森（部分）
- ビッグシケット国立保護区（部分）
- サビーン国立の森（部分）

## 人口動態
以下は2000年国勢調査による人口統計データである。
| 基礎データ - 人口: 35,604人 - 世帯数: 13,450 世帯 - 家族数: 9,966 家族 - 人口密度: 15人/km2（38人/mi2） - 住居数: 16,576軒 - 住居密度: 7軒/km2（18軒/mi2） 人種別人口構成 - 白人: 78.24% - アフリカン・アメリカン: 17.81% - ネイティブ・アメリカン: 0.42% - アジア人: 0.32% - 太平洋諸島系: 0.03% - その他の人種: 2.04% - 混血: 1.15% - ヒスパニック・ラテン系: 3.89% 年齢別人口構成 - 18歳未満: 26.5% - 18-24歳: 8.0% - 25-44歳: 26.8% - 45-64歳: 23.4% - 65歳以上: 15.3% - 年齢の中央値: 37歳 - 性比（女性100人あたり男性の人口） - 総人口: 94.6 - 18歳以上: 92.1 | 世帯と家族（対世帯数） - 18歳未満の子供がいる: 33.4% - 結婚・同居している夫婦: 58.2% - 未婚・離婚・死別女性が世帯主: 12.5% - 非家族世帯: 25.9% - 単身世帯: 23.3% - 65歳以上の老人1人暮らし: 11.2% - 平均構成人数 - 世帯: 2.58人 - 家族: 3.03人 収入と家計 - 収入の中央値 - 世帯: 30,902米ドル - 家族: 35,709米ドル - 性別 - 男性: 31,739米ドル - 女性: 19,119米ドル - 人口1人あたり収入: 15,636米ドル - 貧困線以下 - 対人口: 18.1% - 対家族数: 15.0% - 18歳未満: 23.4% - 65歳以上: 17.8% |

## 都市と町
- ブラウンデル
- ジャスパー - 郡庁所在地
- カービービル

### 国勢調査指定地域
- ブナ
- エバンデール

### 未編入の町
| - ビーチグローブ - ブルックランド - カイロスプリングス - コールジャンクション - カーティス | - エリン - ギスト - ガムスロー - ハリスバーグ - ホリースプリングス | - マグノリアスプリングス - マウントユニオン - ローガンビル - サムレイバーン - ジーラス |